# 徐敬時
徐敬時（？—？），號可軒，江西廣信府上饶县人，明末官員。崇禎十年進士。

## 生平
天啓七年（1627年）丁卯科江西鄉試第五十九名舉人，崇祯十年（1637年）丁丑科會試第一百九十九名，廷試三甲三十四名進士。工部觀政，本年六月授湖广黄冈知县。

## 家族
曾祖徐璿；祖徐以宏，赠奉直大夫郎中；父徐士彦，太学生。